# Thaddée Nsengiyumva
Thaddée Nsengiyumva (Bungwe, 17 marzo 1949 – Gakurazo, 5 giugno 1994) è stato un vescovo cattolico ruandese.

## Biografia
Thaddée Nsengiyumva nacque a Bungwe il 17 marzo 1949.

### Formazione e ministero sacerdotale
Il 20 luglio 1975 fu ordinato presbitero.

### Ministero episcopale
Il 18 novembre 1987 papa Giovanni Paolo II lo nominò vescovo coadiutore di Kabgayi. Ricevette l'ordinazione episcopale il 31 gennaio successivo dal vescovo di Kabgayi André Perraudin, co-consacranti l'arcivescovo metropolita di Kigali Vincent Nsengiyumva e il vescovo di Byumba Joseph Ruzindana. Il 7 ottobre 1989 succedette alla medesima sede.
Nel dicembre del 1991 pubblicò la lettera pastorale "Convertissons-nous pour vivre ensemble dans la paix. Kabgayi, dicembre 1991, 40pp". In essa affermava che non erano stati compiuti sforzi seri per risolvere la lotta tra i popoli Hutu e Tutsi e che "l'assassinio politico è ormai un luogo comune". Il suo documento era in parte autocritico, affermando che la Chiesa non aveva fatto abbastanza per aiutare la gente ed era diventata complice del sistema del regime.
Nel 1994, dopo l'inizio del genocidio, monsignor Nsengiyumva fece ripetuti appelli per fermare le uccisioni. Insieme al Comitato internazionale della Croce Rossa, cercò di assistere i molti sfollati di guerra all'interno e all'esterno della diocesi. Tuttavia, il 16 aprile pubblicò una lettera che alcuni interpretarono come un atto di appoggio al governo hutu contro la ribellione dei tutsi.
Fu assassinato nei pressi della chiesa di Gakurazo il 5 giugno 1994  dai soldati dell'Esercito patriottico ruandese, un gruppo militare Tutsi. Con lui morirono l'arcivescovo di Kigali Vincent Nsengiyumva e il vescovo di Byumba Joseph Ruzindana. Aveva 45 anni. Furono uccisi anche dieci sacerdoti e un bambino. È stato detto che Thaddée Nsengiyumva fu ucciso per caso e il vero obiettivo era l'omonimo Vincent Nsengiyumva. Questo tuttavia non è plausibile, poiché i due uomini furono uccisi insieme. I militari dissero poi di aver creduto che i prelati fossero coinvolti nell'uccisione delle loro famiglie.

## Genealogia episcopale
La genealogia episcopale è:
- Cardinale Scipione Rebiba
- Cardinale Giulio Antonio Santori
- Cardinale Girolamo Bernerio, O.P.
- Arcivescovo Galeazzo Sanvitale
- Cardinale Ludovico Ludovisi
- Cardinale Luigi Caetani
- Cardinale Ulderico Carpegna
- Cardinale Paluzzo Paluzzi Altieri degli Albertoni
- Papa Benedetto XIII
- Papa Benedetto XIV
- Papa Clemente XIII
- Cardinale Marcantonio Colonna
- Cardinale Giacinto Sigismondo Gerdil, B.
- Cardinale Giulio Maria della Somaglia
- Cardinale Carlo Odescalchi, S.I.
- Cardinale Costantino Patrizi Naro
- Cardinale Lucido Maria Parocchi
- Papa Pio X
- Papa Benedetto XV
- Cardinale Willem Marinus van Rossum, C.SS.R.
- Arcivescovo Giovanni Battista Dellepiane
- Vescovo Laurent-François Déprimoz, M.Afr.
- Vescovo Aloys Bigirumwami
- Vescovo André Perraudin, M. Afr.
- Arcivescovo Joseph Ruzindana